# Gunung Lamme
Gunung Lamme är en kulle i Indonesien.   Den ligger i provinsen Aceh, i den västra delen av landet, 1 800 km nordväst om huvudstaden Jakarta. Toppen på Gunung Lamme är 300 meter över havet.
Terrängen runt Gunung Lamme är varierad. Havet är nära Gunung Lamme västerut.Runt Gunung Lamme är det ganska tätbefolkat, med 179 invånare per kvadratkilometer. Närmaste större samhälle är Banda Aceh, 8,0 km nordost om Gunung Lamme. Trakten runt Gunung Lamme består till största delen av jordbruksmark.